# Clofarabina
La clofarabina, es vendida bajo las marcas Clolar y Evoltra, es un medicamento utilizado para tratar la leucemia linfoblástica aguda. Se utiliza cuando otros tratamientos dejan de funcionar.  Se administra mediante inyección gradual en una vena. 
Los efectos secundarios de este medicamento incluyen niveles bajos de glóbulos blancos con fiebre, ansiedad, dolor de cabeza, enrojecimiento, náuseas, diarrea, picazón y cansancio;  otros efectos secundarios pueden incluir supresión de la médula ósea y síndrome de lisis tumoral .  El uso durante el embarazo puede dañar al bebé.  Es un antimetabolito, concretamente un análogo de la adenina . Como tal, altera la ADN polimerasa y la ARN reductasa impidiendo la producción de ADN y ARN nuevos. 
Este medicamento fue aprobada para su uso médico en los Estados Unidos en 2004 y en Europa en 2006.   La clofarabina está disponible como medicamento genérico .  En el Reino Unido, 20 mg le cuestan al NHS alrededor de  1325 libras esterlinas en 2021.  En Estados Unidos esta cantidad cuesta unos 650 dólares estadounidenses . 